# Spelaren Christian Günther
Spelaren Christian Günther är en populärhistorisk politisk biografi från 2006 av Henrik Arnstad över den svenske utrikesministern under andra världskriget, Christian Günther. Den är också en utförlig redogörelse för den svenska utrikespolitiken 1939-1945.
Boken har fått både positiva och negativa recensioner. Dagens Nyheter skriver att "Henrik Arnstad har skrivit en fängslande bok om Sverige under andra världskriget" och Svenska Dagbladet menar att boken är "i långa stycken lysande". Andra positiva recensioner understryker den noggrannhet boken är skriven med och att den är lättläst.
Negativa recensioner kommer främst från historiker och militärhistoriker, exempelvis Kent Zetterberg , Bo Huldt och Finlandskännare som Yrsa Stenius i Aftonbladet.
Författaren kallar boken politisk biografi och menar att det är orsaken till att den saknar notapparat, vilket vissa har kritiserat. Politiska biografier skrivs emellertid även som doktorsavhandlingar. Stenius har sagt att boken är "ett kraftprov i sin utförlighet och detaljrikedom".

## Debatt i Finland
Boken gav upphov till häftig debatt i medierna, framför allt i Finland. I artiklar publicerade 2006 i Dagens Nyheter och Svenska Dagbladet menade Henrik Arnstad att Finlands samarbete med Nazityskland under andra världskriget var att likställa med en allians. Finland hade vidare, enligt Arnstad, ambitioner liknande Tysklands bland annat när det gällde Lebensraum (bosättningsutrymme för det egna folket). Detta möttes av kritik, bland annat från den finländske statssekreteraren Pertti Torstila och Finlands förre utrikesminister Erkki Tuomioja. Henrik Meinander, professor i historia vid Helsingfors universitet, beskrev Spelaren Christian Günther som en "blandning av odokumenterade fakta, uppgifter och lösa funderingar som gränsar till fiktion". Han menade även att Arnstad saknade en helhetsbild av den finländska situationen samt att källhänvisningar helt saknas i boken.
I september 2008, samt i januari 2009, hävdade Arnstad i artiklar i Dagens Nyheter att Finland deltog aktivt i Förintelsen. Artiklarna byggde på Oula Silvennoinens avhandling om Einsatzkommando Finnland och på en rapport av det finska riksarkivets forskningschef Lars Westerlund om den höga dödligheten bland ryska krigsfångar i Finland. Arnstad skrev bland annat, baserat på Westerlunds forskning, att Finland överlämnat 64 judar "till Tyskland och den pågående Förintelsen". Lars Westerlund replikerade i Dagens Nyheter att samtliga överlämnade judar vars öden gått att klarlägga i själva verket hade gått i tysk tjänst och överlevt kriget. År 2010 publicerade Arnstad en sammanfattning av debatten om Finland 1941-1944 i Historisk tidskrift.
Samtliga recensioner finns dokumenterade på bokens blogg.  Författaren har svarat på kritiken. Boken ledde till en hätsk debatt mellan författaren och Meinander i Svenska Dagbladet i december 2006.